# Liste der höchsten Berge Nord- und Mittelamerikas
Dies ist eine Liste der höchsten Berge Nord- und Mittelamerikas (einschließlich der karibischen Inseln und hinab bis Panama). Für weitere Berge siehe die Unterlisten nach Staat.
Die Höhenangaben – vor allem in Mexiko und Mittelamerika – schwanken je nach Quelle.
| Name des Berges       | Höhe   | Gebirge                                 | Staat                      | Anmerkungen                                                |
| --------------------- | ------ | --------------------------------------- | -------------------------- | ---------------------------------------------------------- |
| Denali                | 6190 m | Alaskakette                             | Vereinigte Staaten         | Name des Berges von 1917 bis 2015 offiziell Mount McKinley |
| Mount Logan           | 5959 m | Eliaskette                              | Kanada                     |                                                            |
| Citlaltépetl          | 5610 m | Sierra Nevada (Mexiko)                  | Mexiko                     | Vulkan; auch bekannt als Pico de Orizaba                   |
| Mount Saint Elias     | 5489 m | Eliaskette                              | Kanada, Vereinigte Staaten |                                                            |
| Popocatépetl          | 5462 m | Sierra Nevada (Mexiko)                  | Mexiko                     | Vulkan                                                     |
| Mount Foraker         | 5304 m | Alaskakette                             | Vereinigte Staaten         |                                                            |
| Iztaccíhuatl          | 5286 m | Sierra Nevada (Mexiko)                  | Mexiko                     | Vulkan                                                     |
| Mount Lucania         | 5226 m | Eliaskette                              | Kanada                     |                                                            |
| King Peak             | 5173 m | Eliaskette                              | Kanada                     |                                                            |
| Mount Steele          | 5073 m | Eliaskette                              | Kanada                     |                                                            |
| Mount Bona            | 5005 m | Eliaskette                              | Vereinigte Staaten         |                                                            |
| Mount Wood            | 4842 m | Eliaskette                              | Kanada                     |                                                            |
| Mount Vancouver       | 4812 m | Eliaskette                              | Kanada                     |                                                            |
| Mount Churchill       | 4766 m | Eliaskette                              | Vereinigte Staaten         |                                                            |
| Mount Slaggard        | 4742 m | Eliaskette                              | Kanada                     |                                                            |
| Mount Macaulay        | 4690 m | Eliaskette                              | Kanada                     |                                                            |
| Sierra Negra          | 4621 m | Sierra Nevada                           | Mexiko                     | erloschener Vulkan; auch Tliltépetl genannt                |
| Nevado de Toluca      | 4583 m | Sierra Volcánica Transversal            | Mexiko                     | Vulkan; auch bekannt als Xinantecatl                       |
| Mount Hubbard         | 4577 m | Eliaskette                              | Kanada                     |                                                            |
| Mount Bear            | 4520 m | Eliaskette                              | Vereinigte Staaten         |                                                            |
| Mount Walsh           | 4507 m | Eliaskette                              | Kanada                     |                                                            |
| Malintzin             | 4461 m | Sierra Nevada (Mexiko)                  | Mexiko                     | erloschener Vulkan                                         |
| Mount Hunter          | 4442 m | Alaskakette                             | Vereinigte Staaten         |                                                            |
| Mount Alverstone      | 4439 m | Eliaskette                              | Kanada, Vereinigte Staaten |                                                            |
| Mount Whitney         | 4421 m | Sierra Nevada                           | Vereinigte Staaten         |                                                            |
| University Peak       | 4410 m | Eliaskette                              | Vereinigte Staaten         |                                                            |
| Mount Elbert          | 4401 m | Sawatchkette, Rocky Mountains           | Vereinigte Staaten         |                                                            |
| Mount Rainier         | 4392 m | Kaskadenkette                           | Vereinigte Staaten         | Vulkan                                                     |
| McArthur Peak         | 4389 m | Eliaskette                              | Kanada                     |                                                            |
| Blanca Peak           | 4378 m | Sangre de Cristo Range, Rocky Mountains | Vereinigte Staaten         |                                                            |
| Mount Lincoln         | 4354 m | Mosquito Range, Rocky Mountains         | Vereinigte Staaten         |                                                            |
| Longs Peak            | 4345 m | Front Range, Rocky Mountains            | Vereinigte Staaten         |                                                            |
| Colima                | 4330 m | Sierra Volcánica Transversal            | Mexiko                     | Vulkan                                                     |
| Mount Shasta          | 4322 m | Kaskadenkette                           | Vereinigte Staaten         | Vulkan                                                     |
| Mount Augusta         | 4289 m | Eliaskette                              | Kanada, Vereinigte Staaten |                                                            |
| Cofre de Perote       | 4282 m | Sierra Nevada (Mexiko)                  | Mexiko                     | erloschener Vulkan                                         |
| Mount Hayes           | 4216 m | Alaskakette                             | Vereinigte Staaten         |                                                            |
| Tajumulco             | 4211 m | Sierra Madre de Chiapas                 | Guatemala                  | Vulkan                                                     |
| Gannett Peak          | 4202 m | Wind River Range, Rocky Mountains       | Vereinigte Staaten         |                                                            |
| Tacaná                | 4064 m | Sierra Madre de Chiapas                 | Mexiko, Guatemala          | Vulkan                                                     |
| Mount Silverthrone    | 4029 m | Alaskakette                             | Vereinigte Staaten         |                                                            |
| Mount Waddington      | 4019 m | Coast Mountains                         | Kanada                     |                                                            |
| Wheeler Peak          | 4011 m | Sangre de Cristo Range, Rocky Mountains | Vereinigte Staaten         |                                                            |
| Wheeler Peak          | 3982 m | Snake Range, Rocky Mountains            | Vereinigte Staaten         |                                                            |
| Acatenango            | 3976 m | Sierra Madre                            | Guatemala                  | Vulkan                                                     |
| Mount Robson          | 3954 m | Rocky Mountains                         | Kanada                     |                                                            |
| Humphreys Peak        | 3861 m | San Francisco Peaks                     | Vereinigte Staaten         |                                                            |
| Mount Tiedemann       | 3838 m | Coast Mountains                         | Kanada                     |                                                            |
| Cerro Chirripó        | 3819 m | Cordillera de Talamanca                 | Costa Rica                 |                                                            |
| Volcán de Fuego       | 3763 m | Sierra Madre                            | Guatemala                  | Vulkan                                                     |
| Mount Deborah         | 3761 m | Alaskakette                             | Vereinigte Staaten         |                                                            |
| Volcán de Agua        | 3760 m | Sierra Madre                            | Guatemala                  |                                                            |
| Mount Columbia        | 3747 m | Rocky Mountains                         | Kanada                     |                                                            |
| Mount Huntington      | 3731 m | Alaskakette                             | Vereinigte Staaten         |                                                            |
| Asperity Mountain     | 3716 m | Coast Mountains                         | Kanada                     |                                                            |
| Delano Peak           | 3710 m | Wasatchkette, Rocky Mountains           | Vereinigte Staaten         |                                                            |
| Gunnbjørn Fjeld       | 3700 m | Watkins-Gebirge                         | Grönland                   |                                                            |
| Mount Assiniboine     | 3618 m | Rocky Mountains                         | Kanada                     |                                                            |
| Monarch Mountain      | 3555 m | Coast Mountains                         | Kanada                     |                                                            |
| Mount Temple          | 3543 m | Rocky Mountains                         | Kanada                     |                                                            |
| Atitlán (Vulkan)      | 3537 m | Sierra Madre                            | Guatemala                  | Vulkan                                                     |
| Chiriquí              | 3477 m | Cordillera de Talamanca                 | Panama                     |                                                            |
| Irazú                 | 3432 m | Cordillera Central (Costa Rica)         | Costa Rica                 |                                                            |
| Mont Forel            | 3383 m | Schweizerland-Gebirge                   | Grönland                   |                                                            |
| Mount Edith Cavell    | 3363 m | Rocky Mountains                         | Kanada                     |                                                            |
| Cerro Gordo (Durango) | 3352 m | Sierra Madre Occidental                 | Mexiko                     | erloschener Vulkan; (zweit)höchster Berg Nordmexikos       |
| Cerro Mohinora        | 3308 m | Sierra Madre Occidental                 | Mexiko                     | erloschener Vulkan; (zweit)höchster Berg Nordmexikos       |
| Mount Chephren        | 3307 m | Rocky Mountains                         | Kanada                     |                                                            |
| San Jacinto Peak      | 3302 m | San Jacinto Mountains                   | Vereinigte Staaten         |                                                            |
| Mount Queen Bess      | 3298 m | Coast Mountains                         | Kanada                     |                                                            |
| Mount Good Hope       | 3242 m | Coast Mountains                         | Kanada                     |                                                            |
| Razorback Mountain    | 3183 m | Coast Mountains                         | Kanada                     |                                                            |
| Pico Duarte           | 3175 m | Cordillera Central                      | Dominikanische Republik    |                                                            |
| Mount Sheridan        | 3139 m | Red Mountains, Rocky Mountains          | Vereinigte Staaten         |                                                            |
| Laramie Peak          | 3131 m | Laramie Mountains, Rocky Mountains      | Vereinigte Staaten         |                                                            |
| Talchako Mountain     | 3037 m | Coast Mountains                         | Kanada                     |                                                            |
| Tangle Ridge          | 3001 m | Rocky Mountains                         | Kanada                     |                                                            |
| Cascade Mountain      | 2998 m | Rocky Mountains                         | Kanada                     |                                                            |
| Mount Kerkeslin       | 2984 m | Rocky Mountains                         | Kanada                     |                                                            |
| Petermann Bjerg       | 2970 m |                                         | Grönland                   |                                                            |
| Skihist Mountain      | 2968 m | Coast Mountains                         | Kanada                     |                                                            |
| Three Sisters         | 2936 m | Rocky Mountains                         | Kanada                     |                                                            |
| Wedge Mountain        | 2895 m | Coast Mountains                         | Kanada                     |                                                            |
| Mount Wilcox          | 2884 m | Rocky Mountains                         | Kanada                     |                                                            |
| Silverthrone Mountain | 2865 m | Coast Mountains                         | Kanada                     | Vulkan                                                     |
| Mount Rundle          | 2848 m | Rocky Mountains                         | Kanada                     |                                                            |
| Dansketinden          | 2842 m | Stauning Alper                          | Grönland                   |                                                            |
| Paricutín             | 2800 m | Sierra Volcanica Transversal            | Mexiko                     | Vulkan                                                     |
| Mount Lago            | 2669 m | Kaskadenkette                           | Vereinigte Staaten         |                                                            |
| Robinson Mountain     | 2661 m | Kaskadenkette                           | Vereinigte Staaten         |                                                            |
| Remmel Mountain       | 2647 m | Kaskadenkette                           | Vereinigte Staaten         |                                                            |
| Grimface Mountain     | 2635 m | Kaskadenkette                           | Kanada                     |                                                            |
| Cathedral Peak        | 2623 m | Kaskadenkette                           | Vereinigte Staaten         |                                                            |
| Mount Carru           | 2620 m | Kaskadenkette                           | Vereinigte Staaten         |                                                            |
| Monument Peak         | 2620 m | Kaskadenkette                           | Vereinigte Staaten         |                                                            |
| Cayoosh Mountain      | 2561 m | Coast Mountains                         | Kanada                     |                                                            |
| Mount St. Helens      | 2549 m | Kaskadenkette                           | Vereinigte Staaten         | Vulkan                                                     |
| Chopaka Mountain      | 2404 m | Kaskadenkette                           | Vereinigte Staaten         |                                                            |
| Mount John Laurie     | 2240 m | Rocky Mountains                         | Kanada                     |                                                            |
| Mount Mitchell        | 2037 m | Appalachen                              | Vereinigte Staaten         |                                                            |

- Karte mit allen verlinkten Seiten:
- OSM |
- WikiMap